# Thiago Auricchio
Thiago Reis Auricchio (São Caetano do Sul, 23 de abril de 1993), é um advogado e político brasileiro filiado ao Partido Liberal (PL), atual deputado estadual de São Paulo, eleito nas eleições estaduais de 2018, com 73.435 votos.

## História
Thiago Auricchio é formado em direito e foi assessor parlamentar do deputado federal Alex Manente.  

### Carreira política
Foi eleito deputado estadual nas eleições estaduais de 2018, pelo Partido da República (PR), tomou posse para o seu mandato em 15 de março de 2019 e sendo logo eleito vice-líder de seu partido na Assembleia Legislativa de São Paulo.
Também foi escolhido para representar o partido nas comissões de Defesa do Consumidor (vice-presidente), de Constituição, Justiça e Redação, e de Assuntos Metropolitanos. Além dessas comissões, o parlamentar participou da CPI da FURP (Fundação para o Remédio Popular). Foi dele o relatório final aprovado pela CPI que pediu a ampliação das investigações sobre possíveis irregularidades na gestão da fundação.  
Thiago Auricchio também é autor da lei que criou o Fevereiro Laranja em São Paulo, mês dedicado ao combate da leucemia. Com base eleitoral no Grande ABC, o deputado criou, em um dos seus primeiros atos após ser eleito, a Frente Parlamentar em Defesa dos Municípios do Grande ABC. Fórum criado para reunir todos os gestores públicos da região em defesa da população.

## Vida pessoal
Thiago é filho do Ex-Prefeito de São Caetano do Sul, José Auricchio, e da Dentista Denise Auricchio. 